# Dirrã dos Emirados Árabes Unidos
O Dirrã, direme, dirame, dirém ou dinheiro dos Emirados Árabes Unidos, emiradense ou emiradês (em árabe: درهم‎; romaniz.: dirham) é a moeda oficial dos Emirados Árabes Unidos. 
O código ISO 4217 (abreviação da moeda) para o dirham dos EAU é AED. Abreviações não oficiais incluem DH ou Dhs. O dirrã é subdividido em 100 fils (فلس).

## História
A moeda foi adotada em 19 de março de 1973 – após a substituição do Rial de Qatar e Dubai,que circulava em toda região (exceto Abu Dabi, que utilizava o dinar bareinita) desde 1966 – e seu nome deriva da palavra grega "dracma", que significa "punhado". Antes de 1966, os Emirados Árabes usavam a rupia do Golfo.
Em 28 de janeiro de 1978, o dirham foi oficialmente indexado aos direitos especiais de saque (DSE) do FMI. Na prática, ele foi indexado ao dólar americano na maior parte do tempo. Desde novembro de 1997, o dirham foi indexado ao dólar americano a uma taxa de US$ 1 = Dhs 3,6725, o que se traduz em aproximadamente Dh 1 = US$ 0,272294. 
Em agosto de 2006, tornou-se publicamente conhecido que a moeda filipina de um peso tem o mesmo tamanho de um dirham. Como 1 peso vale apenas 8 fils, isso levou a fraudes em máquinas de venda automática nos Emirados Árabes Unidos. A moeda de 5 rúpias do Paquistão, a moeda de 50 Baisa de Omã e o dirham marroquino de 1 também têm o mesmo tamanho da moeda de um dirham dos Emirados. Embora 1 mm mais fina, uma moeda de dirham também foi encontrada em rolos de moedas de dez centavos na Austrália. Uma marca d'água de falcão está presente em todas as notas de dirham para evitar fraudes. 

## Taxas de câmbio
Em 28 de janeiro de 1978, o dirham foi oficialmente atrelado aos direitos de saque especiais (DSE) do FMI. Na prática, esteve atrelado ao dólar americano na maior parte do tempo. Desde novembro de 1997, o dirham está indexado ao dólar americano a uma taxa de US$ 1 = Dhs 3,6725, o que se traduz em aproximadamente Dh 1 = US$ 0,272294.